# Nowogródek Pomorski (gmina)
Nowogródek Pomorski est une gmina rurale du powiat de Myślibórz, Poméranie occidentale, dans le nord-ouest de la Pologne. Son siège est le village de Nowogródek Pomorski, qui se situe environ 12 km à l'est de Myślibórz et 64 km au sud-est de la capitale régionale Szczecin.
La gmina couvre une superficie de 146,15 km2 pour une population de 3 382 habitants en 2016.

## Géographie
La gmina inclut les villages de Chocień, Giżyn, Golin, Karlin, Karsko, Kinice, Kolonia Nowogródek Pomorski, Ławin, Lipin, Pachocino, Parzeńsko, Rataje, Rokitno, Smolary, Smólsko, Sołacz, Somin, Stawno, Sumiak, Świątki, Trzciniec, Trzcinna et Ulejno.
La gmina borde les gminy de Barlinek, Kłodawa, Lubiszyn et Myślibórz.